# Profronde van Fryslân
Die Profronde van Fryslân (dt. Friesland-Rundfahrt) ist ein niederländisches Straßenradrennen.
Es wird seit 2004 jährlich in der niederländischen Provinz Friesland ausgetragen; zunächst bis 2006 unter dem Namen Noord-Nederland Tour, 2007 als Profonde van Fryslân und seit 2008 als Batavus Prorace. Das Rennen zählt zur UCI Europe Tour und ist in die Kategorie 1.1 eingestuft.
Der Sieg der ersten Austragung wurde aufgrund einer Fehlleitung auf den letzten 15 Kilometern allen Fahrern einer 22-köpfigen Spitzengruppe zugesprochen. Darunter auch der Niederländer Bobbie Traksel, der die Ziellinie als erstes überquert hatte.

## Siegerliste
- seit 2011 nicht ausgetragen
- 2010  Markus Eichler
- 2009  Kenny van Hummel
- 2008  Gert Steegmans
- 2007  Maarten den Bakker
- 2006  Aart Vierhouten
- 2005  Stefan van Dijk
- 2004  22 Fahrer ex aequo